# Антибольшевистский блок народов
Антибольшевистский блок народов (укр. Антибільшовицький Блок Народів, англ. Anti-Bolshevik Bloc of Nations), АБН — международное объединение антикоммунистических и прометеистских эмигрантских организаций из СССР и других «коммунистических государств». Был создан по инициативе ОУН(б), возглавлялся супругами Стецько. Являлся активной структурой и координационным центром радикального антисоветизма в период холодной войны. Ряд организаций, представлявших нации Восточного блока, были известны своим коллаборационизмом во время Второй мировой войны.

## Предыстория
Организационно-политическая база АБН была заложена на тайной Конференции порабощённых народов Востока Европы и Азии, проведённой 21 ноября—22 ноября 1943 года в селе Будераж на Ровенщине по инициативе руководства ОУН. Делегаты, представлявшие 13 народов СССР — украинцы, белорусы, грузины, армяне, татары, осетины, азербайджанцы, узбеки, казахи, черкесы, кабардинцы, чуваши, башкиры (почти все они выступали под псевдонимами) — договорились о совместной борьбе против двух империй — большевистского СССР и нацистской Германии. В принятой декларации говорилось:

Сталин и Гитлер, идя к своим империалистическим целям, топят в крови целые народы. Немецкий империализм, который сравнительно легко заполучил первые успехи на всех завоеванных территориях, сразу применил политику открытого национального и социального гнета. Этим настроил против себя многомиллионные массы порабощенных народов… Из гнета гитлеровского преступного империализма целые народы вновь попадут в лапы кровавого российско-большевистского империализма: на занятых территориях вновь начинается массовое уничтожение народов, которое идет по линии невиданного террора НКВД и мобилизации неподготовленных кадров под ураганный огонь немецкого оружия. Но чем ожесточеннее террор сталинского НКВД, тем больше растет недовольство порабощенных российско-большевистским империализмом народов.

Цель империалистической гитлеровской Германии, например — захватить всю Европу и распространить свое влияние на Азию и Африку. Об этом свидетельствуют военные действия немецкой армии и дипломатическая игра немецкой политики. Российский империализм, прикрываясь распространением коммунистических идей, пытается захватить весь мир.

Бойцы Красной армии и дорогие наши братья в окопах! Своей героической борьбой Вы гоните немецких империалистов с родной земли. Но Вы выполняете только половину работы. За нашими плечами на народном горе жирует второй империализм — сталинский. Он такой же враг народов, как и немецкий империализм. Он так же порабощает и эксплуатирует народы, как и немецкий. Поверните свое оружие к нему. Бейте так беспощадно, как бьете сейчас гитлеровскую сволочь.

Было принято решение учредить «общий Революционный комитет народов Восточной Европы и Азии, который будет координировать все национально-революционные силы этих народов, выработает единую линию борьбы с общим врагом, единую тактику борьбы и в соответствующий момент бросит клич к одновременному восстанию всех порабощённых народов».
Более давним историческим предшественником АБН была Антибольшевистская лига, созданная в Веймарской Германии ультраправым солидаристом Эдуардом Штадтлером (имевшим репутацию «духовного наставника и предтечи Гитлера»).
В ряде случаев именно конференция в Будераже ноября 1943 года считается событием учреждения АБН.

## Идеология и практика

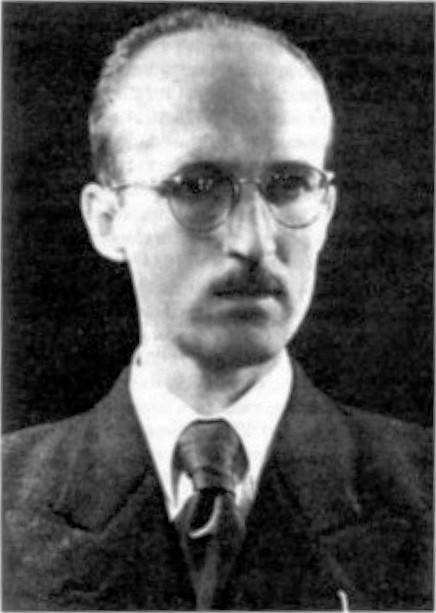
Ярослав Стецько, президент АБН в 1946—1986

Официальное учреждение Антибольшевистского блока народов состоялось 16 апреля 1946 года в Мюнхене. Декларация АБН призывала к борьбе с советским коммунизмом. В духе времени она содержала и осуждение нацизма.

Во имя великих целей человеческого прогресса, свободы наций и свободы людей, борьба с большевизмом имеет решающее значение. Большевизм как худший тип тоталитаризма, подобно гитлеризму, является главным врагом идей свободы современной эпохи… Мы — национально-освободительный антибольшевистский центр, организации из стран, порабощённых и ограбленных большевизмом, боремся за независимость. В этой борьбе мы можем объединяем наши силы для достижения общей цели освобождения и создаём Антибольшевистский блок народов.

Декларация АБН, 16 апреля 1946

В то же время сам термин «большевизм» (в отличие от «коммунизма») означал привязку идеологии к российской почве. Для критики советской политики в документах АБН использовались — при принципиальной враждебности к марксизму — даже тезисы Карла Маркса об агрессивной политике русского царизма.
При этом делался акцент на самоопределение наций. СССР характеризовался как тюрьма народов, советская политика как империалистическая и колониальная. Одновременно выражалась поддержка антиколониальным движениям Индии, Индонезии, Бирмы, Китая. С большой настороженностью воспринимались проекты типа Панъевропейского союза — как угрожающие принципам национальной независимости. Широко использовалась национально-революционная фразеология Весны народов.Также казаков признавали отдельным народом.
Главными инициаторами, активистами и финансистами объединения выступили представители бандеровского крыла ОУН. К объединению примкнули антисоветские организации белорусских, балтийских, закавказских, кубанских и туркестанских эмигрантов, антикоммунистические движения стран Восточной Европы — Болгарии, Венгрии, Чехии, Словакии, Хорватии, Сербии. В 1970-х в АБН вступили кубинские и вьетнамские антикоммунисты.
Идеологическую основу АБН создавали антикоммунизм, антисоветизм и антиимперский прометеизм. АБН объявил себя «авангардом антикоммунистических сил универсального масштаба», ударной силой «революционной антибольшевистской борьбы». Главными формами деятельности на конференции АБН 1949 года были названы «революционная пропаганда, массовые антибольшевистские акции, борьба против спецопераций МГБ». Особо ставилась задача — «охватить нашими идеями бойцов Советской армии».

Распад и падение империй, победа национальных принципов во всех аспектах международной политики характерны для нашей эпохи. Национально-освободительные войны, ряд восстаний могут привести к разрушению СССР изнутри… Идея национализма есть решение текущих мировых проблем на основе национальных общностей. Все другие идеи — баланс сил, сдерживание — обречены на провал. Только национализм способен противостоять порочной системе русского империализма и шовинизма… Если США окажут помощь порабощённым нациям, это создаст революционно-освободительную силу против реакционной силы Советского Союза.

Ярослав Стецько, президент АБН, 1964

Социальная программа АБН утверждала «органическую связь личности с семьёй, а через неё с нацией». Провозглашалось будущее «восстановление социальной справедливости, попранной большевистским империализмом».

Цели и задачи освободительной борьбы АБН не ограничиваются созданием национальных государств. Она должна дать народам и новые социальные условия жизни. АБН считает, что только в национальных суверенных государствах будет обеспечена возможность установления такого правопорядка, которые гарантировал бы действительную свободу личности, социальную справедливость, расцвет экономической жизни и национальной культуры народов. Поэтому борьба за распад большевистской империи на национальные государства является первой целью, основной задачей, лишь по достижении которой явится возможность приступить к осуществлению социальных задач. Никакого иного пути для достижения этих целей социального переустройства нет и быть не может.

Цели объединения состояли в свержении власти КПСС и разделении СССР на национальные государства. АБН вёл активную деятельность и интенсивную агитацию. Организовывались антисоветские митинги и демонстрации, иные публичные мероприятия. Политическая и пропагандистская активность АБН способствовала принятию Конгрессом США резолюции о Неделе порабощённых народов в 1959 году. В 1966 году АБН вместе с Антикоммунистической лигой народов Азии создали Всемирную антикоммунистическую лигу. С начала 1980-х АБН тесно сотрудничал с Европейским советом свободы (EFC), проводил с EFC совместные конференции.
Наиболее активные группы поддержки АБН действовали в США, Великобритании, Западной Германии, Италии, Бельгии, Австралии, Аргентине. Комитет американских сторонников АБН поддерживал Джордж Буш-старший.
АБН занимал самые жёсткие позиции в холодной войне, резко осуждал политику «разрядки» и торгово-экономические связи Запада с СССР (в частности, сделку «газ-трубы»). Через свои информационные каналы и публичные акции АБН оказывал активную пропагандистскую поддержку моджахедам в период Афганской войны.
Крайним радикализмом отличалась Молодёжная организация АБН (Фронт молоді):

Преклоняясь перед памятью героев, погибших в антибольшевистской борьбе за свободу угнетённых народов, мы обещаем завершить начатую ими битву и отдать жизнь за это. На развалинах СССР мы построим наши национальные государства. Мы не остановимся, пока не исполним начертанное на нашем революционном знамени. Свободу народам! Свободу человеку!.

Бюллетень ABN Correspondence издавался в Мюнхене на английском, немецком, французском языках, бюллетень Resistencia y Liberación — в Буэнос-Айресе на испанском.

## Критика
Деятельность АБН подвергалась резкой критике со стороны не только коммунистов, но и левой и либеральной общественности. Главным её направлением были связи блока с коллаборационистами Второй мировой войны.
Американские авторы братья Андерсон — Джон Ли и Скотт — в своём исследовании «Внутри лиги: шокирующие разоблачения того, как террористы, нацисты и латиноамериканские эскадроны смерти просочились во Всемирную антикоммунистическую лигу» охарактеризовали Антибольшевистский блок народов как «самый большой зонт для бывших нацистских коллаборационистов во всем мире». Кристофер Симпсон утверждал, что «как ЦРУ, так и Государственный департамент, и военная разведка США, каждый в отдельности, создали специальные программы со специфической целью привлечения отобранных бывших нацистов и коллаборационистов в Соединённые Штаты… Правительство использовало этих мужчин и женщин в качестве экспертов в пропагандистской и психологической войне, для работы в американских лабораториях, и даже как специальные партизанские вооруженные группы для разворачивания в СССР на случай ядерной войны… Сотни, а возможно и тысячи таких рекрутов были ветеранами SS; некоторые были офицерами кровавой Sicherheitsdienst (SD), секретной службы нацистской партии».

## Организации-участники
- Комитет «Свободная Армения»
- Болгарский национальный фронт
- Белорусская центральная рада
- Казачье национальное освободительное движение
- Хорватское освободительное движение
- Чешское движение за свободу
  - Чешский национальный комитет
- Румынское освободительное движение
- Эстонское освободительное движение
  - Союз эстонских борцов за свободу
- Грузинская национальная организация
- Венгерское движение Миндсенти
- Латышская ассоциация за борьбу против коммунизма
- Литовское движение возрождения
- Словацкий освободительный комитет
- Национальный комитет объединения Туркестана
- Организация украинских националистов (бандеровское движение)
  - Объединённая гетманская организация
- За свободу Вьетнама[14]
- Свободная Куба[14]
- Социально—освободительный союз Сербии

Несмотря на совпадение антикоммунистических и антисоветских позиций, в АБН не были представлены организации русской эмиграции, в том числе Народно-трудовой союз российских солидаристов.

## Руководители
Первым президентом АБН стал Ярослав Стецько (ОУН(б)), один из ближайших соратников Степана Бандеры. Он возглавлял в 1946—1986, до последнего дня своей жизни.
В 1986—1996 вторым президентом АБН была Слава Стецько (ОУН(б)), жена Ярослава Стецько.
В состав Совета АБН входили такие известные деятели, как Радослав Островский (Белорусская центральная рада), Вели Каюм-хан  и Рузи Назар (Национальный комитет объединения Туркестана), Фердинанд Дюрчанский (Словацкий освободительный комитет), Ференц Фаркаш де Кисбарнак (Венгерское освободительное движение), Нико Накашидзе (Грузинская национальная организация).

## Самоупразднение
Революции 1989 года и распад СССР означали реализацию основных установок АБН. Некоторые деятели Блока приняли участие в последующих политических процессах. Слава Стецько в 1998 году на правах старейшего депутата открывала первое заседание вновь избранной Верховной рады Украины. Вели Каюм-хан посетил независимый Узбекистан. Иван Дочев возглавлял легализованный на родине Болгарский национальный фронт.
В 1996 году Антибольшевистский блок народов объявил о самоупразднении, поскольку задачи организации были сочтены выполненными.

## Традиция и современность
Традиции АБН и Конференции порабощённых районов сохраняются в современной Украине. В декабре 2003 года к 60-й годовщине Конференции порабощённых народов в Будераже была проведена научная конференция, установлен памятный знак.
3 декабря 2016 года в Будераже состоялась Научно-практическая конференция «Антибольшевистский блок народов как предпосылка создания единого фронта против кремлёвской агрессии». Участвовали глава администрации Здолбуновского района Сергей Кондрачук, депутаты Верховной Рады Александр Дехтярчук, Олег Медуница, председатель Меджлиса крымскотатарского народа Рефат Чубаров, известные украинские историки, политические активисты из разных стран. Была принята резолюция о защите независимости Украины и борьбе против режима Путина в союзе с другими народами бывшего СССР, бывшего «социалистического лагеря», Ближнего Востока и даже Африки.
В отличие от конференции 1943 года, на конференции 2016 года в Будераже присутствовали представители России. Ожидалось участие Ольги Курносовой, но она не смогла прибыть. Другие российские активисты не были названы по именам, но объявлялось об их присутствии в зале. В одном из выступлений были упомянуты структуры радикальной российской оппозиции как «продолжающие традиции АБН в России».